# HMS Cambrian (R85)
«Кембріан» (R07) (англ. HMS Cambrian (R85) — військовий корабель, ескадрений міноносець типу «C» підтипу «Ca» Королівського військово-морського флоту Великої Британії за часів Другої світової та Холодної війни.
«Кембріан» був закладений 14 серпня 1942 року на верфі компанії Scotts Shipbuilding and Engineering Company у Гріноку. 10 грудня 1943 року він був спущений на воду, а 14 липня 1944 року увійшов до складу Королівських ВМС Великої Британії.
За часів Другої світової війни «Кембріан» брав участь у бойових діях на морі поблизу берегів Європи, супроводжував арктичні конвої, та в Тихому й Індійському океанах. У післявоєнний час продовжив службу на Далекому Сході.

## Бойовий шлях
1 грудня есмінець «Кембріан» брав участь в ескорті конвою JW 62, який супроводжували ескортні авіаносці «Наірана», «Кампаніа», крейсер «Беллона» та есмінці «Бігл», «Бульдог», «Касандра», «Сізар», «Кепріс», «Кеппель», «Обідіент», «Онслот», «Орібі», «Онслоу», «Оруелл», «Оффа» та норвезький «Сторд»; фрегати «Лох Елві», «Порт-Колборн», «Тортола», «Багамас», «Еглантіне», «Сомаліленд» та «Монноу»; корвети «Елінгтон Касл», «Тансберг Касл».
11 грудня 1944 року «Касандра» був уражений торпедою підводного човна U-365 під командуванням оберлейтенанта-цур-зее Дітера Тоденгагена, загинуло 62 особи. На зворотному шляху до Британії ескорт та літаки підтримки потопили німецькі човни U-387 і U-365.
Після війни «Кембріан» був переведений до резерву у 1946 році. Поряд з іншими есмінцями групи «Са», 1963 році його модернізували. Потім корабель проходив службу в Індійському океані. У січні 1964 року «Кембріан» ніс оперативну службу біля узбережжя Східної Африки в рамках операції по придушенню заколоту піхотного полку Танганьїки. Есмінець діяв у складі угруповання британських військ разом з авіаносцем «Кентавр», який здійснив посадку 45-го загону британських командос Королівської морської піхоти. Есмінець використовував свої гармати для забезпечення вогневої підтримки морській піхоті.